# 쓰네촌
쓰네촌(津根村)은 에히메현 우마군에 설치된 촌이다. 